# Cancioneiro de Baena

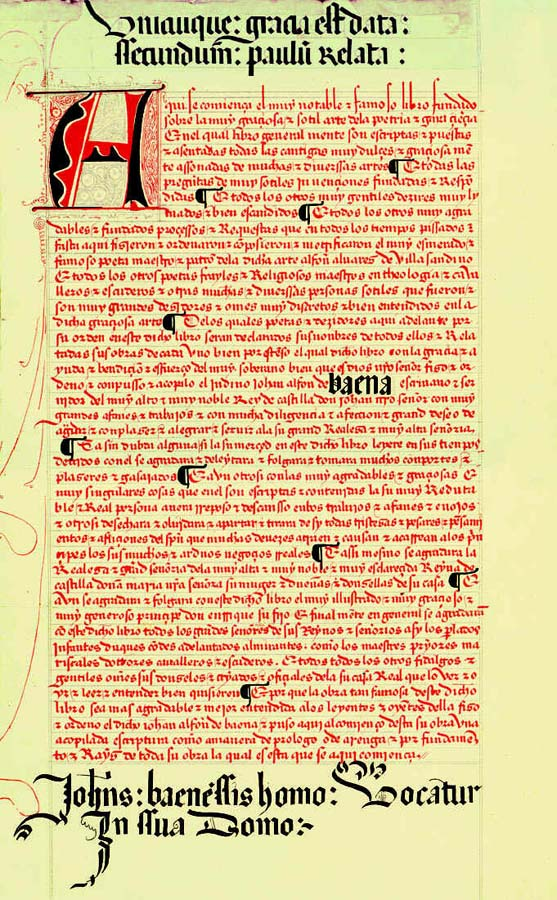
Fólio do Cancioneiro de Baena

O Cancioneiro de Baena é o mais antigo cancioneiro conhecido em língua castelhana. O seu título completo é Cancionero de poetas antiguos que fizo é ordenó e compuso é acopiló el judino Johan Alfon de Baena. Foi compilado por Juan Alfonso de Baena em 1445 para ser oferecido a João II de Castela. O manuscrito original encontra-se na Biblioteca Nacional de França.